# Fernand de Langle de Cary
Fernand Louis Armand Marie de Langle de Cary (Lorient, 4 luglio 1849 – Pont-Scorff, 19 febbraio 1927) è stato un generale francese, comandante della 4ª Armata della riserva durante le fasi iniziali della prima guerra mondiale.

## Biografia
Nacque il 4 luglio 1849 a Lorient, rampollo di una nobile famiglia della Bretagna. Ammesso all'école spéciale militaire de Saint-Cyr  ("promozione Mentana") ne uscì nel 1867 e ottenne il grado di sottotenente il 1º ottobre 1869. Fu assegnato inizialmente al 2º Reggimento dei cacciatori d'Africa; quando, durante l'estate del 1870, scoppiò la guerra franco-prussiana, si trovava a Parigi per frequentare la Scuola d'applicazione per ufficiali di Stato maggiore. Il 14 settembre divenne ufficiale d'ordinanza del Governatore militare di Parigi, generale Louis-Jules Trochu. Partecipò alla battaglia di Buzenval, del 19 gennaio 1871, dove rimase gravemente ferito al petto da una palla di moschetto. Tre giorni più tardi venne fatto Cavaliere della Legion d'onore. Assegnato al 10º Reggimento corazzieri il 6 gennaio 1873, venne promosso al grado di capitano il 31 dicembre dello stesso anno. L'11 gennaio 1875 entrò in servizio presso il 113º Reggimento di fanteria, passando quindi al 22º Reggimento di artiglieria. Il 20 febbraio 1878 entrò in servizio presso lo Stato Maggiore del IX Corpo d'armata, passando al 32º Reggimento di fanteria di linea di stanza a Chatellerault il 25 febbraio 1885. Promosso al grado di comandante di battaglione il 28 ottobre dello stesso anno, venne trasferito al 26º Reggimento di fanteria di stanza a Toul. Il 14 agosto 1886 divenne professore aggiunto del corso di stato maggiore presso la Scuola superiore di guerra, diventando professore effettivo il 1º novembre 1890.
Divenuto Ufficiale della Legion d'onore l'8 luglio 1889, fu promosso al grado di tenente colonnello il 29 dicembre 1891, diventando colonnello il 30 dicembre 1897 ed assumendo nel contempo il comando del 127º Reggimento di fanteria di stanza a Valenciennes. Il 24 aprile 1900 fu promosso al grado di generale di brigata, diventando contemporaneamente Ispettore Generale del 7° Dipartimento della gendarmeria. Il 3 dicembre dello stesso anno assunse il comando della 3ª Brigata di cavalleria di stanza in Algeria ed appartenente alla sub-divisione del Sétif.
Ritornato nel territorio metropolitano il 7 maggio 1903, assunse il comando della 72ª Brigata di fanteria e delle sub-divisioni di Pau e Tarbes. Il 9 maggio 1906 venne elevato al rango di generale di divisione, assumendo nel contempo il comando della 3ª Divisione di fanteria coloniale. Poco tempo dopo, incorporando la 14ª Divisione di fanteria, diventò comandante della subdivisione di Bourg-Belley. Nel dicembre del 1908 assunse il comando del IV Corpo d'armata. Vicino al generalissimo Joseph Joffre, venne nominato comandante dell'VIII Corpo d'Armata nel dicembre del 1911. Il 17 dicembre 1912 entrò nel Supremo Consiglio di Guerra. Prossimo alla pensione, divenne comandante della 4ª Armata della riserva. Il 31 dicembre 1913 divenne Grande Ufficiale della Legion onore.

### La prima guerra mondiale
Quando scoppiò la guerra, il 1º agosto del 1914, fu richiamato in servizio attivo in qualità di Comandante d'armata. Il 2 agosto assunse il comando della IVe Armée, ma fino alla metà del mese rimase in posizione di riserva a Saint-Dizier, venendo poi mandato in Lorena in ossequio al Piano XVII. Mentre la V Armée del generale Charles Lanrezac riportò un successo a Guise, egli la coprì ad est, mantenendosi sulla linea del fiume Mosa.
Tuttavia una pericolosa breccia apertasi tra la IV e la V Armée costrinse Joffre a costituire una nuova armata, la IX, usufruendo delle riserve. Il generale de Langle di Cary testimoniò nel suo libro Les raisons du désastre: 
Tra il 6 ed il 15 agosto il Corpo di cavalleria del generale André Sordet effettuò una serie di ricognizioni nelle Ardenne, che non rivelarono la presenza di forze nemiche. 
Il 21 agosto la 3ª Armata francese del generale Ruffey iniziò ad avanzare su Briey nel settore delle Ardenne, coadiuvata dalla 4ª Armata che si diresse su Neufchâteau. La 4ª Armata tedesca del generale Albrecht del Württemberg e la 5ª Armata del principe ereditario Guglielmo di Prussia stavano entrambe avanzando attraverso le Ardenne già dal 19 agosto. Il giorno 21 le avanguardie delle due armate francesi stabilirono il contatto con quelle tedesche, dando vita ad una confusa serie di piccoli scontri.
Il 22 agosto 1914 la 4ª Armata venne mandata in rinforzo nelle Ardenne per bloccare l'avanzata tedesca in Belgio. Scrive de Langle de Cary:
Le forze principali entrarono in contatto tra di loro il 22 agosto. La fanteria francese fu pesantemente sconfitta dalla superiore tattica di quelle tedesca, ampiamente dotata di mitragliatrici e supporto di artiglieria pesante. Vi furono alcune piccole vittorie francesi, ma il 22 agosto la III Armée fu investita in pieno dall'attacco tedesco. La 3ª Divisione coloniale fu praticamente distrutta a Rossignol, circa 16 km a nord di Neufchâteau, e ciò provoco il collasso, della III Armée che trascinò con sé anche la IV. Entro la sera del 23 agosto le due armate francesi iniziarono una scomposta ritirata verso la linea della Mosella, inseguite dalla due armate tedesche in piena avanzata. Il 24 agosto la IV Armèe trovò ordinatamente riparo dietro alla Mosella, presto seguita dai resti della III.
In seguito partecipò alla prima battaglia della Marna, avvenuta nel mese di settembre. Alla testa della IV Armée, il giorno 9 entrò in contatto con l'estremità avanzante dell'armata del Duca del Württemberg a Vitry-le-François. Il 20 novembre fu insignito della Grande Croce della Legion d'onore; a quell'epoca godeva della piena fiducia di Joffre.

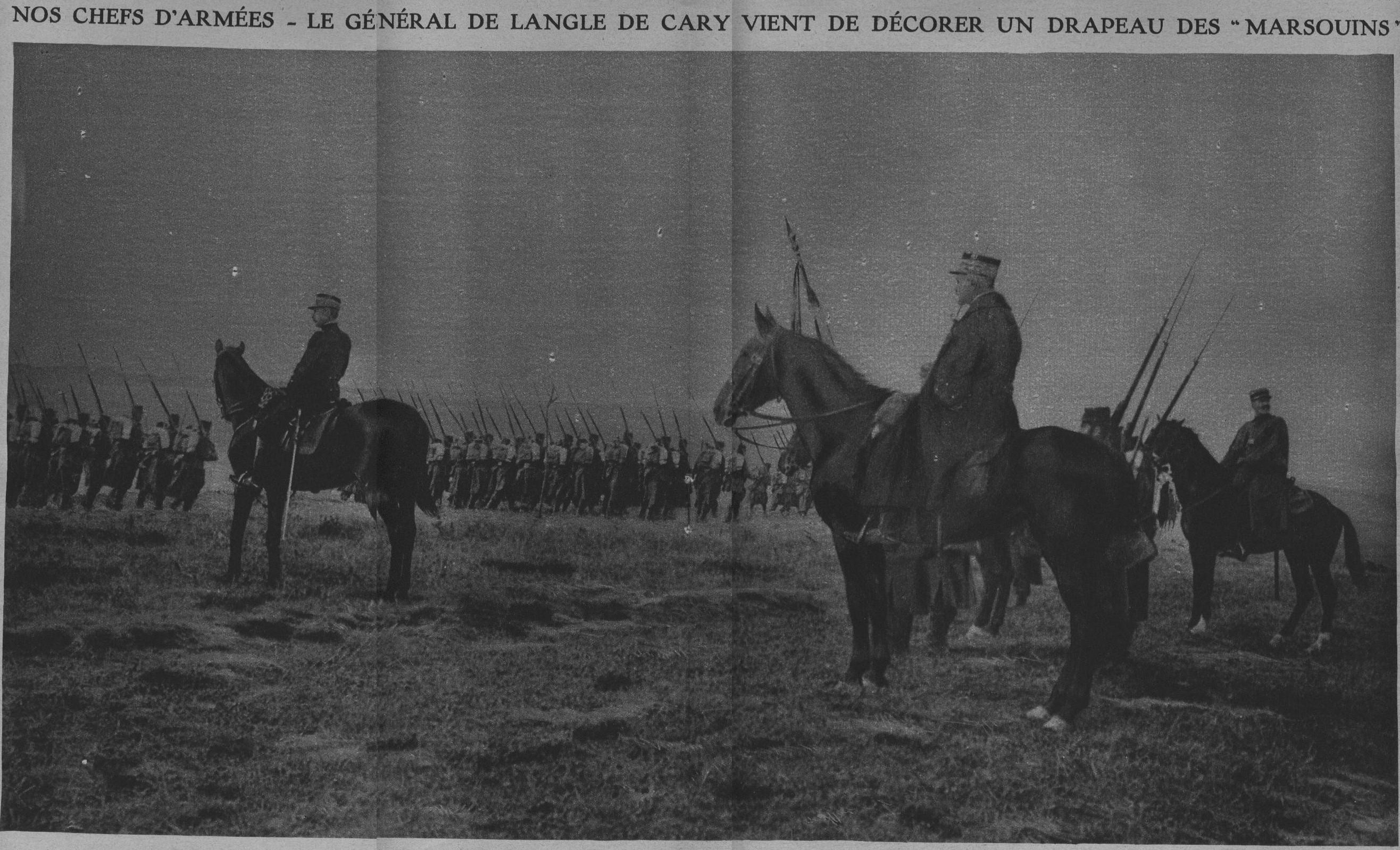
Il generale de Langle de Cary consegna la Legion d'onore al "3e régiment de marche du 1er étranger" che sfila sul plateau di Valmy dopo l'offensiva della Champagne

Nel febbraio-marzo del 1915 la sua armata fu mandata all'attacco durante la prima battaglia della Champagne. Si decise di concentrare lo sforzo delle sue truppe su un fronte di circa 8 chilometri, ma le condizioni meteorologiche crearono grossi problemi all'avanzata delle truppe. Il 17 marzo, dopo la sua richiesta di ricevere in rinforzo il XVI Corpo d'Armata, Joffre gli ordinò di sospendere l'offensiva. 
Il 25 settembre, per la terza volta, la IV Armèe ripartì all'offensiva, questa volta assieme alla II Armée del generale Philippe Pétain. Le due armate attaccarono su un fronte di 24 km tra Verdun e Reims, ma anche questa volta, come altre, l'offensiva andò incontro ad un insuccesso cocente. Le truppe furono fermate dal sistema di trinceramenti tedeschi, con la fanteria germanica (comandata dal generale Erich von Falkenhayn) abilmente schierata a difesa e supportata dall'artiglieria pesante. Le perdite francesi in vite umane furono ingenti, 30.000 morti oltre a 170.000 feriti. A causa di questo insuccesso egli venne esonerato dal comando della IV Armée, sostituito dal generale Henri Gouraud.
L'11 dicembre fu nominato comandante del Gruppo di Armate del Centro, sostituendo il generale Édouard de Castelnau. All'epoca dell'offensiva nemica contro Verdun del febbraio 1916, fece mantenere ad ogni costo l'accesso al forte di Douaumont, preparando un contrattacco ed infine la ritirata delle forze francesi del Woëvre sulle alture della Mosa. Il 24 febbraio le armate francesi furono schiacciate dai bombardamenti tedeschi ed egli, di propria iniziativa, ordinò l'evacuazione del Woëvre. Joffre andò su tutte le furie ed il 30 aprile lo sostituì con il generale Philippe Pétain. Insignito della Médaille Militaire il 25 marzo 1916, andò definitivamente in pensione nel gennaio del 1917. Si spense a Pont-Scorff nel 1927. Il suo corpo fu inumato presso l'Hôtel des Invalides a Parigi.

## Pubblicazioni
- Les raisons du désastre, Payot & Cie, Paris, 1920